# 特普拉河
特普拉河（捷克語：Teplá）是捷克共和国卡罗维发利州的一条河流。它发源于玛丽亚温泉市，流经特普拉和泰普拉河畔貝喬夫，最后在卡罗维发利市内沿着柱廊，注入奥赫热河。
河流总长度为65.1公里。流域面积384.9平方公里。